# Contea di Daviess (Kentucky)
La contea di Daviess in inglese Daviess County è una contea dello Stato del Kentucky, negli Stati Uniti. La popolazione al censimento del 2000 era di 91 545 abitanti. Il capoluogo di contea è Owensboro.